# Sjarhei Astapčuk
Sjarhei Iharavič Astapčuk (in bielorusso Сяргей Ігаравіч Астапчук?, traslitterazione anglosassone Sergei Igorevich Ostapchuk; Navapolatsk, 19 marzo 1990 – Jaroslavl', 7 settembre 2011) è stato un hockeista su ghiaccio bielorusso, scomparso nell'incidente aereo che ha coinvolto la Lokomotiv Jaroslavl', squadra della Kontinental Hockey League.

## Palmarès

### Individuale
- QMJHL All-Rookie Team: 1

2008-09